# José Bação Leal
José Crisóstomo Gomes Bação Leal (Lisboa, 1 de julho de 1942 - Nampula, 1 de setembro de 1965) foi um militar e poeta português.
Era filho do médico João Bação Leal e de Maria Emília Gomes. Desde cedo se interessou por literatura, filosofia e política. Talvez devido ao divórcio dos pais, acabou a frequentar o Colégio Militar entre 1954 e 1958, o que veio a ser determinante na formação da sua personalidade. Convocado para a tropa, frequentou a Escola Prática de Infantaria em 1963/64.
Com o posto de alferes miliciano do Exército, foi destacado para a guerra colonial em Moçambique, onde morreu em combate com apenas 23 anos.
De formação católica, os seus poemas e cartas que foram editados postumamente revelam uma inflexão para o socialismo marxista. Em 1971, a sua mãe promoveu a edição do livro Poesias e Cartas, uma recolha de textos com prefácio de Urbano Tavares Rodrigues. Nele se incluem os poemas que a mãe salvou de serem queimados pelo autor antes do seu embarque para Moçambique. Este livro, em edição sem chancela, foi um sucesso na Feira do Livro, mas acabou apreendido e proibido pela Censura. Foi reeditado em 2014, em edição facsimilada, pelo jornal Público. Poemas seus constam na Antologia da Memória Poética da Guerra Colonial, de Margarida Calafate Ribeiro e Roberto Vecchi, de 2011.
Um documentário de 53 minutos dedicado a José Bação Leal, intitulado "Poeticamente Exausto, Verticalmente Só", foi realizado entre 2003 e 2007 por Luísa Marinho. Está disponível online em versão integral, em http://vimeo.com/25109453, com o trailer no YouTube.